# Al-Bahr al-ahmar (Bundesstaat)
al-Bahr al-ahmar (arabisch البحر الأحمر, DMG al-Baḥr al-aḥmar ‚Rotes Meer‘) ist ein Bundesstaat im Sudan.
Er hat eine Fläche von 218.887 km² und rund 1,4 Mio. Einwohner. Seine Hauptstadt und die viertgrößte Stadt im Sudan ist Bur Sudan.

## Geographie
Im Osten grenzt al-Bahr al-ahmar an das Rote Meer, nach dem der Bundesstaat benannt ist. Darauf folgen landeinwärts diverse Bergzüge von Nord nach Süd (Dschibal al-Bahr al-ahmar), zwischen denen trockene Ebenen liegen. Im Nordwesten schließt sich die Nubische Wüste an.
Im Norden liegt das zwischen Sudan und Ägypten umstrittene Hala’ib-Dreieck.

## Geschichte
Von 1919 bis 1973 gehörte das Gebiet des heutigen Bundesstaates al-Bahr al-ahmar zur Provinz Kassala. 1973 wurde al-Bahr al-ahmar als Provinz in den Grenzen des heutigen Bundesstaates von der Provinz Kassala abgespalten. Von 1991 bis 1994 gehörte das Gebiet  wieder zum neu geschaffenen Bundesstaat asch-Scharqiyya, der in den Grenzen der Provinz Kassala von 1919 bis 1973 glich. Am 14. Februar 1994 wurde al-Bahr al-ahmar erneut abgespalten, diesmal aber als Bundesstaat.

## Tourismus
Von Suakin besteht eine Fährverbindung nach Dschidda. Auf einer kleinen Insel liegen die Ruinen der Altstadt.